# Michael A. Hoffman II
Michael Anthony Hoffman II (Geneva, 1954) es un autor estadounidense de teorías de conspiraciones.

## Hipótesis
Según Hoffman y James Shelby Downard, en el libro King-Kill 33°, el asesinato de John F. Kennedy revela simbolismo masónico. La canción de Marilyn Manson King Kill 33° del álbum Holy Wood (In the Shadow of the Valley of Death) es una referencia a este ensayo.

## Obras
- They Were White and They Were Slaves: The Untold History of the Enslavement of Whites
- Secret Societies and Psychological Warfare
- Hoffman Contra the Khazars
- Masonic Assassination
- Hate Whitey - The Cinema of Defamation
- King-Kill 33, con James Shelby Downard
- Carnivals of Life and Death
- The Israeli Holocaust Against the Palestinians, con Moshe Lieberman.
- The Role of the Merchants of Venom
- Witches and Rabbis: Legacy of the Reagan White House
- Blood on the Altar: The Secret History of the World's Most Dangerous Secret Society
- Bound Volume of The Hoffman Newsletters: 1987-1995